# Coeliccia onoi
Coeliccia onoi är en trollsländeart som beskrevs av Syoziro Asahina 1997. Coeliccia onoi ingår i släktet Coeliccia och familjen flodflicksländor. IUCN kategoriserar arten globalt som otillräckligt studerad. Inga underarter finns listade i Catalogue of Life.